# Carlingue (navire)
Pour les articles homonymes, voir Carlingue.

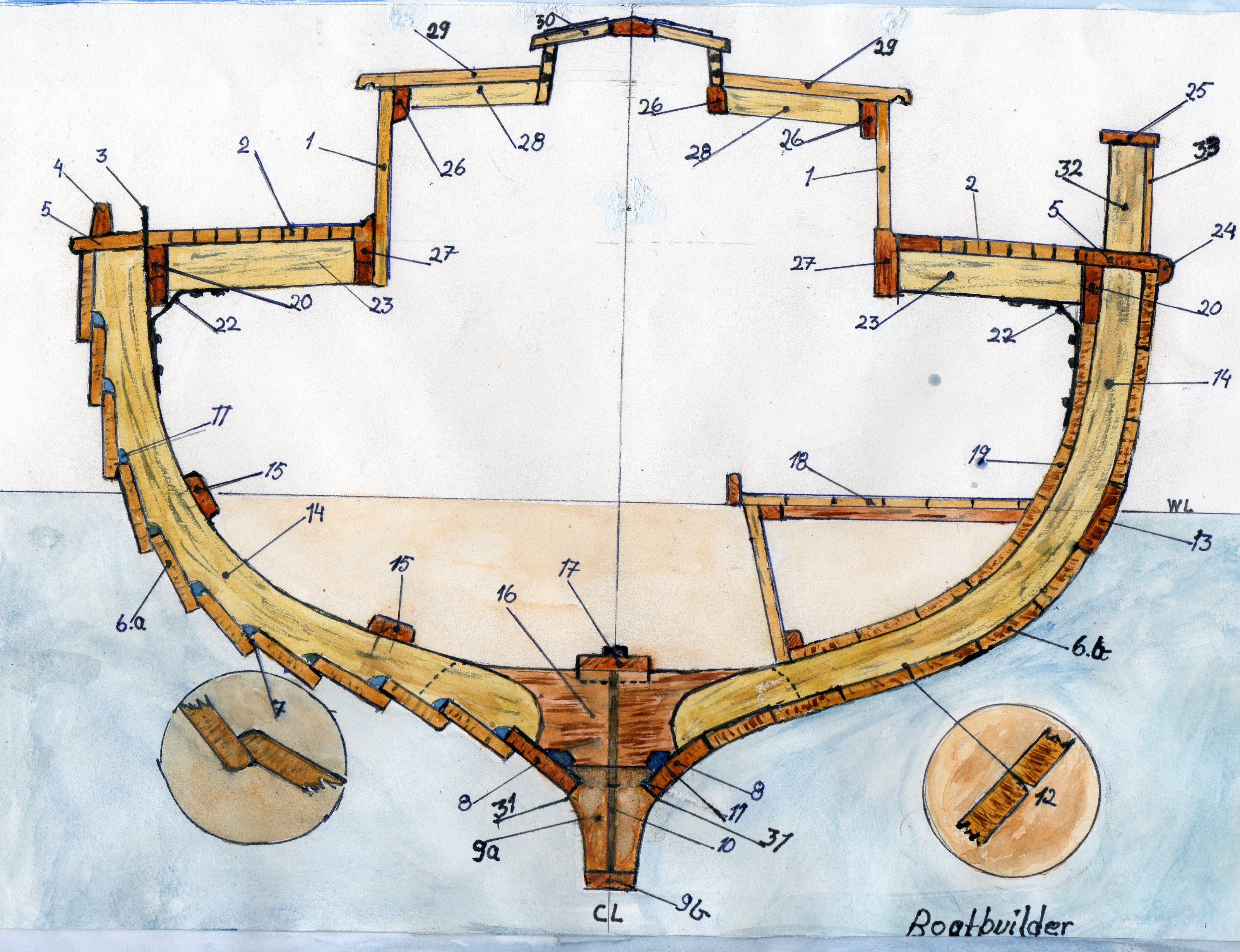
Carlingues en coupe, numérotée 17 (carlingue centrale), 15 et 20 (carlingues latérales ou serres d'empature). Les varangues (16) sont enchâssés entre la quille (9a) et la carlingue (17).

La carlingue est un élément de renfort de la structure longitudinale d'un bateau, qui s'étend d'un bout à l'autre du navire de la poupe à la proue au-dessus de la quille en enchâssant les varangues et couples.

## Description

### Construction en bois
En construction navale en bois, on distingue : 
- la carlingue centrale double la quille en enchâssant les varangues et les couples (multiples membrures transversales) coincés entre la quille au-dessous et le la carlingue au-dessus[1].
- et des carlingues latérales ou serres si la largeur du bateau le nécessite. On trouve ainsi, de la quille au franc-bord : les serres de bouchain, les serres d'empature, et la serre-bauquière sur laquelle s'appuient les baux ou barrots.

Les petits navires ne dispose pas de carlingues. Pour les grands voiliers, le mât repose sur une pièce appelée emplanture installée sur la carlingue, ou directement sur la carlingue pour les unités plus petites.

### Construction en métal
Dans la construction navale en acier, les carlingues sont nombreuses et constitués souvent par une poutre en I (semblable à une poutrelle IPE).